# Geometridites
Geometridites là một chi bướm đêm thuộc họ Geometridae.